# Königsberg (cruzador)
O Königsberg foi um cruzador rápido operado pela Reichsmarine e depois Kriegsmarine e a primeira embarcação da Classe Königsberg, seguido pelo Karlsruhe e Köln. Sua construção começou em abril de 1926 na Reichsmarinewerft Wilhelmshaven e foi lançado ao mar em março do ano seguinte, sendo comissionado em abril de 1929. Era armado com uma bateria principal composta por nove canhões de 149 milímetros em três torres de artilharia triplas, tinha um deslocamento de quase oito mil toneladas e conseguia alcançar uma velocidade máxima de 32 nós.
O Königsberg passou seus primeiros anos atuando como navio de treinamento, depois participou de patrulhas de não-intervenção na Guerra Civil Espanhola. A Segunda Guerra Mundial começou em 1939 e o cruzador participou da criação de campos minados no Mar do Norte. Em seguida se envolveu na Operação Weserübung em abril de 1940, a invasão da Noruega. O navio atacou Bergen em 9 de abril e foi seriamente danificado pela artilharia costeira norueguesa, sendo afundado no dia seguinte por ataques aéreos britânicos. Seus destroços foram desmontados em 1943.